# ご存知時代劇
『ご存知時代劇』（ごぞんじじだいげき）は、1973年1月4日から同年3月29日まで日本テレビ系列局が編成していた日本テレビ製作の時代劇枠である。編成時間は毎週木曜 20:00 - 20:55 （日本標準時）。
毎回さまざまな単発時代劇を放送していた枠。タイトルは似ているが、後に東京12チャンネル（現・テレビ東京）が放送した映画番組『ご存知娯楽時代劇』との関連性は特に無い。

## 放送作品一覧
1. 次郎長初旅
2. 伊那の勘太郎
3. 森の石松
4. 荒木又右衛門
5. 灰神楽の三太郎
6. けんか安兵衛
7. 弥太郎笠
8. 月形半平太
9. 伊豆の佐太郎
10. 赤城の子守唄
11. ねずみ小僧次郎吉
12. 吉良の仁吉 血煙り荒神山
13. 天保水滸伝 平手造酒

## 参考資料
- テレビドラマデータベース[どれ?]